# أزدرخت فولكنسي
أزدرخت فولكنسي (الاسم العلمي:Melia volkensii) هو نوع من النباتات يتبع جنس الأزدرخت من الفصيلة الأزدرختية.